# Apalonychus pusillus
Apalonychus pusillus är en skalbaggsart som beskrevs av Gilbert John Arrow 1911. Apalonychus pusillus ingår i släktet Apalonychus och familjen Hybosoridae. Inga underarter finns listade i Catalogue of Life.